# Alipay
Alipay (кит.: 支付宝) — платіжна система, є умовним посередником між покупцем та продавцем.
Сервіс Alipay був створений в Китаї у 2004 для підвищення рівня захисту прав споживачів.
Платіжна система Alipay працює без будь-яких комісій та входить до Alibaba Group. Зараз Alipay є однією з найбільших серед платіжних систем Китаю і налічує понад 300 млн користувачів. На Alipay припадає майже половина небанківських online-платежів ринку Китаю. З Alipay співпрацюють понад 65 фінансових установ.
Підтримуються найбільш відомі методи оплати MasterCard, Visa, Boleto Bancario, Transferencia Bancária, Maestro.
Сьогодні в Alipay можна здійснювати транзакцій в 14 основних іноземних валютах світу.
У 2013 році Alipay спробували запустити нову платформу під назвою Yu'ebao.